# Erika Irusta
Erika Irusta (Baracaldo, 1983) es pedagoga, investigadora, divulgadora del ciclo menstrual y escritora. Es la creadora del concepto de pedagogía menstrual y pionera en introducir la mirada biopsicosocial sobre el hecho de menstruar en la sociedad occidental. Ha publicado dos libros, Diario de un cuerpo (Catedral, 2016) y Yo Menstrúo. Un manifiesto (Catedral, 2018).

## Biografía
Erika Irusta nació en la margen izquierda de Bilbao, en Baracaldo, creció en Santurce y estudió pedagogía en la Universidad de Deusto. Se independizó a los 23 años y se marchó a Barcelona donde se formó con doulas en acompañamiento a procesos de parto y empezó a investigar sobre menstruación. Posteriormente cursó el máster en Estudios de Libertad Femenina del Centro de Investigación de Duoda de la Universidad de Barcelona.

## Trayectoria profesional
Irusta escribe sobre el ciclo menstrual en su blog El Camino Rubí (cerrado en 2022 cuando finalizó su investigación sobre ciclo menstrual).  Entre 2015 y 2022 gestionó la comunidad educativa digital Soy1soy4, la primera comunidad online sobre la experiencia menstrual que llegó a tener usuarias de más de 40 países  Actualmente, la comunidad continúa como Casa Liken, una plataforma digital comunitaria que sigue gestionando.
Su trabajo como escritora continúa activo. Es autora de dos libros: Diario de un cuerpo (Catedral, 2016) y Yo menstrúo. Un manifiesto (Catedral, 2018), en los que aborda tabús y mitos sobre el ciclo menstrual, como por ejemplo, la normalización del dolor menstrual. Según explica Irusta, únicamente la fase menstrual y la fase ovulatoria son conocidas, invisibilizando las otras fases del ciclo.

## Enfoque y perspectiva
La autora pone el foco en el hecho cultural y político de la menstruación, sintetizado en su frase "menstruar es político". Respecto al síndrome premenstrual y la depresión posparto, Irusta no niega su existencia, sino que señala que las causas no son exclusivamente fisiológicas. Según su perspectiva, las creencias culturales y las estructuras sociales y políticas actúan como catalizadoras de estas dolencias, además de existir una falta de investigación con perspectiva feminista en estos ámbitos.
Irusta critica la patologización y medicalización excesiva de los procesos naturales del cuerpo menstruante, señalando cómo en otras culturas estos procesos se entienden de manera diferente. Por ejemplo, explica que en la cultura china antigua la menstruación se conoce como "Tian Gui" (天癸), que significa "agua celestial", y se considera un signo de salud.
Su trabajo reconoce la diversidad de experiencias menstruales, evitando esencialismos que reducen la identidad femenina a procesos biológicos, siendo consciente de que no todas las mujeres menstrúan (como las mujeres trans) y no todas lo viven de la misma manera. En 2013, basándose en el trabajo de Chris Bobel, Irusta tradujo el término "menstruator"; por "persona menstruante"; para referirse a las personas que menstrúan y no son mujeres, contribuyendo así a un lenguaje más inclusivo en el ámbito hispanohablante.

## Conceptos clave
Pedagogía Menstrual: Concepto creado por Irusta para definir espacios educativos sobre el ciclo menstrual desde una perspectiva integral que incluye aspectos biológicos, psicológicos, sociales y culturales. 
"Soy1Soy4": Reconocimiento de las cuatro fases del ciclo menstrual y cómo cada una afecta de manera diferente a nivel físico, mental y emocional.

## Influencias
Irusta incluye entre sus referentes a Gloria Steinem, especialmente su texto "Si los hombres menstruasen" (1978) Sin embargo, su trabajo se nutre de múltiples influencias feministas, incluyendo:
• Our Bodies, Ourselves (Nuestros cuerpos, nuestras vidas) del Boston Women's Health Book Collective, un texto fundamental del feminismo de los años 70 que promovió el autoconocimiento corporal y la salud de las mujeres.
• Chris Bobel, profesora de Estudios de Género de la Universidad de Massachusetts Boston y autora de obras fundamentales sobre menstruación como "New Blood: Third Wave Feminism and the Politics of Menstruation" y editora del "Palgrave Handbook of Critical Menstruation Studies".
• Nelly Oudshoorn y su obra "Beyond the Natural Body: An Archaeology of Sex Hormones", que cuestiona la naturalización del cuerpo hormonal femenino
• El colectivo mexicano Vulva Sapiens, fundado en 2012, que propone una perspectiva crítica sobre la ginecología y promueve la observación y documentación del ciclo menstrual desde la experiencia propia.
• Las doctoras Carme Valls Llobet y Enriqueta Barranco, referentes en salud y medicina con perspectiva de género.

## Impacto político y social
El trabajo de Irusta ha tenido repercusión en el ámbito político. En 2022, la coalición Elkarrekin Podemos-IU presentó en el Parlamento Vasco una Proposición de Ley de Derechos Sexuales y Reproductivos que incluía permisos menstruales recuperables en las administraciones públicas, propuesta que se fundamentaba en las investigaciones y planteamientos de Irusta sobre la necesidad de reconocer las dolencias menstruales y traducirlas en términos de derechos laborales.

## Impacto en el activismo menstrual
El trabajo de Irusta ha sido fundamental en el desarrollo del activismo menstrual en España y Latinoamérica. Su concepto de Pedagogía Menstrual y su enfoque biopsicosocial han influido en numerosos colectivos y organizaciones que trabajan por la menstruación digna en el ámbito hispanohablante. Su traducción del término "persona menstruante" en 2013 contribuyó a un lenguaje más inclusivo en el movimiento.

## Publicaciones académicas y divulgación
Además de sus libros, Irusta es autora de la "Guía Cómo Reclamar la Menstruación" publicada por el Ministerio de Educación y Formación Profesional a través del Instituto Nacional de Tecnologías Educativas y de Formación del Profesorado (INTEF) como parte de sus Recursos Educativos Digitales. Ha sido colaboradora habitual en diversos medios de comunicación y ha participado como ponente en múltiples conferencias nacionales e internacionales sobre salud menstrual, género y derechos reproductivos.

## Evolución profesional
Aunque su trabajo sobre pedagogía menstrual ha sido fundamental en su trayectoria, actualmente Irusta ya no se dedica exclusivamente a este campo. En 2022 cerró su blog El Camino Rubí, finalizando su investigación específica sobre ciclo menstrual, aunque continúa su trabajo como escritora y gestora de la comunidad Casa Liken.